# Lunenburg (Vermont)
Lunenburg és una població dels Estats Units a l'estat de Vermont. Segons el cens del 2000 tenia 1.328 habitants.

## Demografia
Segons el cens del 2000, Lunenburg tenia 1.328 habitants, 516 habitatges, i 366 famílies. La densitat de població era d'11,4 habitants per km².
Dels 516 habitatges en un 33,5% hi vivien nens de menys de 18 anys, en un 57% hi vivien parelles casades, en un 8,5% dones solteres, i en un 28,9% no eren unitats familiars. En el 21,7% dels habitatges hi vivien persones soles el 9,7% de les quals corresponia a persones de 65 anys o més que vivien soles. El nombre mitjà de persones vivint en cada habitatge era de 2,55 i el nombre mitjà de persones que vivien en cada família era de 2,97.
Per edats la població es repartia de la següent manera: un 26,4% tenia menys de 18 anys, un 7,1% entre 18 i 24, un 29,1% entre 25 i 44, un 23,1% de 45 a 60 i un 14,4% 65 anys o més.
L'edat mediana era de 37 anys. Per cada 100 dones de 18 o més anys hi havia 98,8 homes.
La renda mediana per habitatge era de 28.802 $ i la renda mediana per família de 33.000 $. Els homes tenien una renda mediana de 26.793 $ mentre que les dones 18.594 $. La renda per capita de la població era de 12.804 $. Entorn del 8,7% de les famílies i el 12,6% de la població estaven per davall del llindar de pobresa.